# Pseudosuberites
Pseudosuberites is een geslacht van sponsdieren uit de klasse van de Demospongiae (gewone sponzen).

## Soorten
- Pseudosuberites andrewsi Kirkpatrick, 1900
- Pseudosuberites cava Sollas, 1902
- Pseudosuberites digitatus (Thiele, 1905)
- Pseudosuberites exalbicans Topsent, 1913
- Pseudosuberites hyalinus (Ridley & Dendy, 1886)
- Pseudosuberites incrustans (Thiele, 1898)
- Pseudosuberites kunisakiensis Hoshino, 1981
- Pseudosuberites lobulatus (Lévi, 1961)
- Pseudosuberites mollis Topsent, 1925
- Pseudosuberites montiniger (Carter, 1880)
- Pseudosuberites nudus Koltun, 1964
- Pseudosuberites perforatus (Thiele, 1898)
- Pseudosuberites purpureus (de Laubenfels, 1954)
- Pseudosuberites sadko Koltun, 1966
- Pseudosuberites sulcatus (Thiele, 1905)
- Pseudosuberites sulphureus (Bowerbank, 1866)
- Pseudosuberites vakai Desqeyroux-Faundez, 1990